# Fritz Rehbein

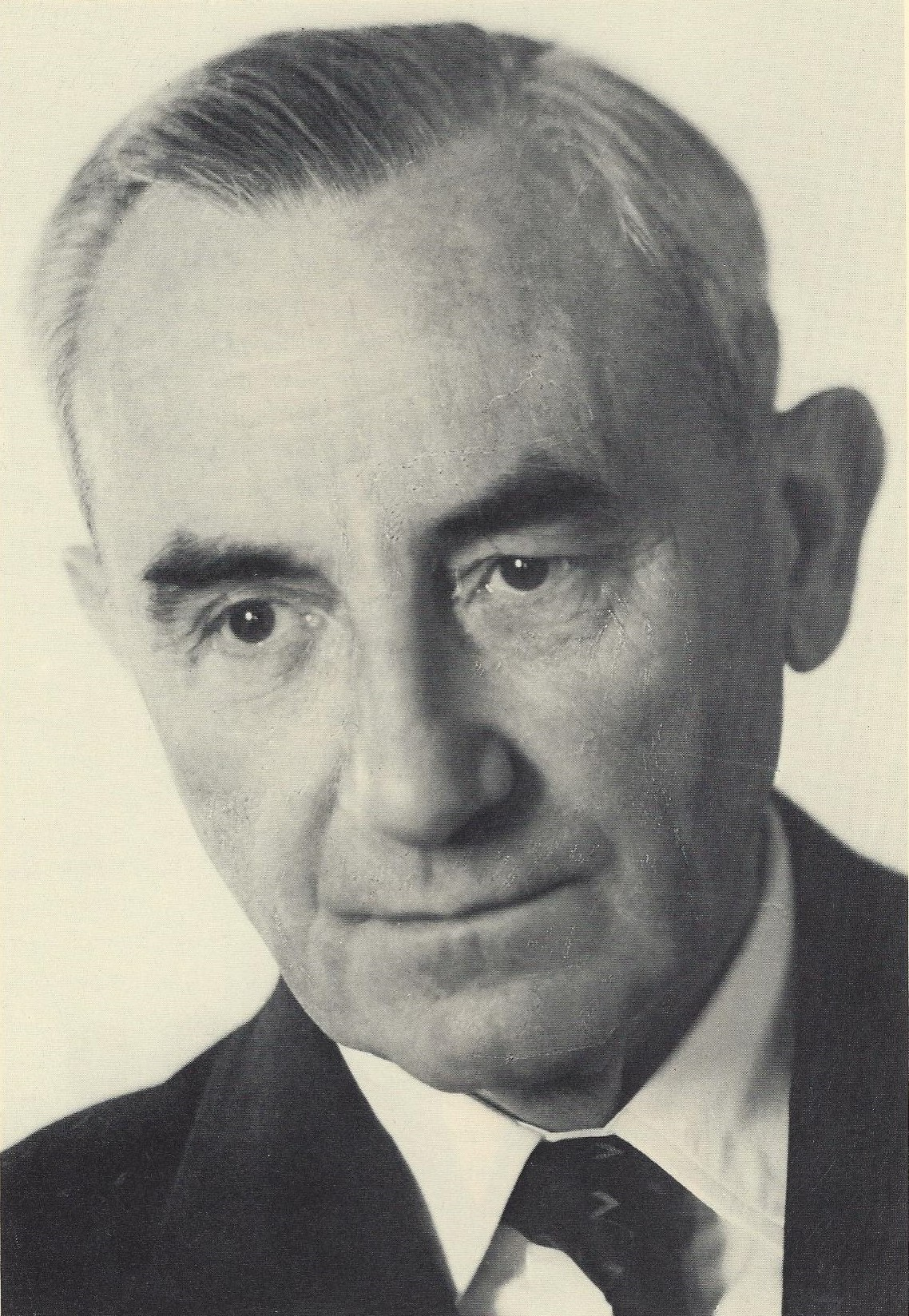
Fritz Rehbein, 1950er Jahre

Fritz Rehbein (* 8. April 1911 in Westuffeln, Fürstentum Waldeck; † 7. September 1991 in Vorarlberg, Österreich) war ein deutscher Chirurg in Göttingen. Weltberühmt wurde er als Kinderchirurg in Bremen.

## Leben
Rehbein besuchte das Gymnasium Marianum (Warburg). Nach dem Abitur studierte er an der Ludwig-Maximilians-Universität München, der Rheinischen Friedrich-Wilhelms-Universität Bonn, der Universität Hamburg und der Ruprecht-Karls-Universität Heidelberg Medizin. 1936 wurde er in Heidelberg zum Dr. med. promoviert.

### Göttingen
Die chirurgische Ausbildung begann er am 1. Januar 1936 an der Georg-August-Universität Göttingen bei Rudolf Stich, Karl-Ewald Herlyn  und Hans Hellner. Dort erwarb er die Facharztbezeichnungen für Chirurgie, Orthopädie und Urologie. 1948 habilitierte er sich. Seine Liebe zur Kinderchirurgie entdeckte er Ende der 1940er Jahre, als er ein Jahr lang die Kinderstation der Göttinger Chirurgie leitete. Zu jener Zeit hatte Deutschland mit Anton Oberniedermayr in München nur einen wirklichen Kinderchirurgen. Die schweren Fehlbildungen des Verdauungstrakts wurden damals kaum operiert. So konzentrierte sich Rehbein erst auf Lippen-Kiefer-Gaumenspalten, dann auf die Korrektur der Aortenisthmusstenose, den Verschluss des offenen Ductus arteriosus und die Blalock-Taussig-Anastomosen.

### Bremen
Am 1. Januar 1951 übernahm er als Chefarzt die  Kinderchirurgie am Zentralkrankenhaus Sankt-Jürgen-Straße, dem heutigen Klinikum Bremen-Mitte. Die kleine Abteilung mit zunächst nur einem Assistenten operierte im Wesentlichen Leistenhernien, Leistenhoden, Appendicitiden und Unfälle. Als Oberarzt in Göttingen hatte Rehbein neben seinem Steckenpferd Kinderchirurgie vor allem die gesamte große Erwachsenenchirurgie mit Urologie und Orthopädie betrieben. Bremen war ein Absturz und am liebsten wäre er nach wenigen Wochen nach Göttingen in seine alte Position zurückgekehrt; aber mit aller Energie und Zielstrebigkeit nahm er sich als Autodidakt der kinderchirurgischen Probleme seiner Zeit an. Bereits am 21. Oktober 1951 korrigierte er – erstmals in Deutschland – unter einfachsten Bedingungen erfolgreich eine Ösophagusatresie. Die Klinik hatte damals weder Anästhesisten noch die Möglichkeiten einer Intubationsnarkose. Ein chirurgischer Assistent musste die Äthertropfnarkose machen. Der Eingriff erfolgte extrapleural unter Resektion kurzer Segmente von vier Rippen. Der postoperative Verlauf war stürmisch und kompliziert und es entwickelte sich eine ösophagotracheale Rezidivfistel; nach einigen Monaten heilte sie aber spontan aus. 40 Jahre später erfreute sich der Patient bester Gesundheit. Während seiner 25 Jahre in Bremen wurden über 500 Kinder mit Ösophagusatresie operiert.
Innerhalb weniger Jahre machte Rehbein Bremen zum Mekka der Kinderchirurgie. Kaum ein Gebiet dieses Faches blieb von seinen Ideen unbeeinflusst. Seine wesentlichen Beiträge waren die von ihm inaugurierten Operationen zur Behandlung angeborener Fehlbildungen. 1983 entwickelte er das nach ihm benannte Verfahren zur Operation des Kongenitalen Megakolons (M. Hirschsprung). 1957 stellte er seine Methoden zur Korrektur der Trichter- und Kielbrust und seinen endorektalen Durchzug zur Korrektur der hohen Analatresien vor. Ende der 1960er Jahre entwickelte er verschiedene Verfahren zur Behandlung langstreckiger Ösophagusatresien. Die Gäste aus aller Welt kamen vor allem nach Bremen, um diese seine Operationsverfahren kennenzulernen. Sogar aus Japan hospitierten oder arbeiteten zahlreiche Kinderchirurgen bis zu 12 Monate in seiner Klinik. Die Universität Göttingen ernannte ihn 1953 zum apl. Professor. Der emigrierte Peter Paul Rickham und die britischen Kinderchirurgen luden Rehbein zum Gründungskongress der British Association of Paediatric Surgeons ein. Im Royal College of Surgeons of England begrüßte der Präsident Sir Denis Browne am 30. Juni 1954 die etwa 60 Teilnehmer, allesamt führende Kinderchirurgen aus ganz Europa. Aus Deutschland war auch Anton Oberniedermayr gekommen. Inzwischen zum Weltkongress geworden, fand der 14. BAPS-Kongress (1967) Rehbein zu Ehren in Bremen statt, zum ersten und bislang einzigen Mal in Deutschland, unter der Schirmherrschaft von Bundespräsident Heinrich Lübke. Die Deutsche Gesellschaft für Chirurgie war vertreten durch ihre ehemaligen Präsidenten Heinrich Bürkle de la Camp, Heinz Gelbke, Fritz Linder, und Rudolf Zenker. Der erste Kongress der BAPS 1954 in London
war der Beginn vieler Freundschaften, die Rehbein mit Kinderchirurgen auf der ganzen Welt schloss. Dazu zählen Cameron Haight, C. Everett Koop, Orvar Swenson und Mark Ravitch aus den Vereinigten Staaten, Mario Kasai aus Japan, Nate Myers aus Australien und Sid Cywes aus Südafrika. Zahlreiche Vortragsreisen führten ihn auf alle Kontinente. Koop, Swenson, Ravitch und Kasai besuchten ihn in Bremen.
Die in der Nachkriegszeit ausgestreckte Hand der britischen Kinderchirurgen hatte „Fritz in Germany“ nie vergessen. Seinerseits bot er den benachteiligten Kollegen hinter dem Eisernen Vorhang alle Hilfe. Zu seinen vielen Freunden im Ostblock zählten Fritz Meißner in Leipzig, Zygmunt Kalicinski in Warschau, Imre Pilaczanovich in Pécs und Stanislaw Doleckij in Moskau. Rehbein selbst korrigierte eingesandte Manuskripte von osteuropäischen Kollegen, wenn sie mit der deutschen oder englischen Sprache nicht zurechtkamen. Im Herbst 1974 organisierte und leitete er in Bremen ein internationales Symposium zur Ösophagusatresie. Mit Erreichen der Altersgrenze am 30. April 1976 in den Ruhestand zu treten, fiel ihm sehr schwer. Seinen 80. Geburtstag feierte er im Bremer Rathaus mit Freunden aus aller Welt. Fünf Monate später erlag er einem Herzinfarkt, als er mit seiner Frau und einem befreundeten Ehepaar aus der Reihe der Stich-Schüler in den österreichischen Alpen spazierenging. Beerdigt wurde er auf dem Riensberger Friedhof. Eine Grabrede hielt Hans-Wilhelm Schreiber als Vertreter der Deutschen Gesellschaft für Chirurgie. In die chefärztliche Nachfolge traten seine Oberärzte Dieter Booß († 2017) und Gerd von der Oelsnitz († 2018).

### Herausgeber

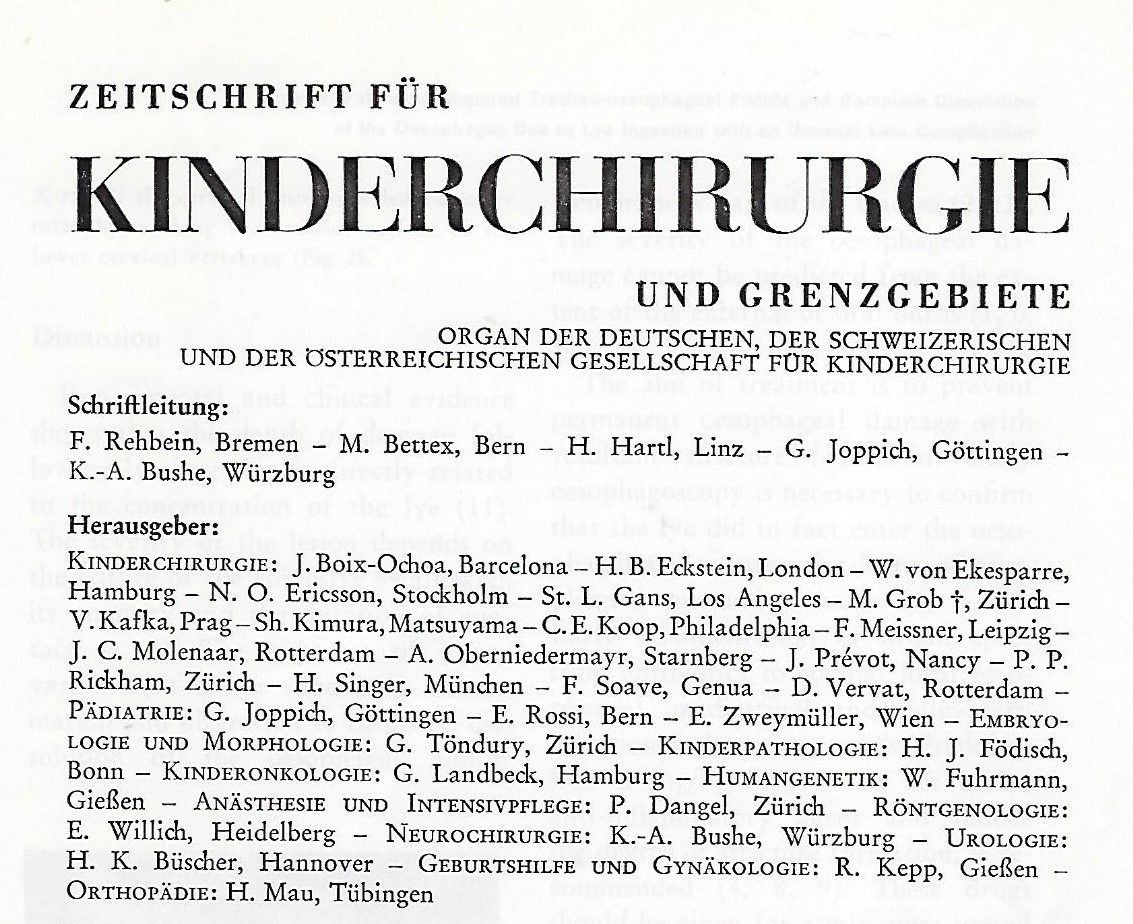
Herausgebergremium der Zeitschrift für Kinderchirurgie (1978)

Im August 1964 begründete er mit dem Pädiater Gerhard Joppich und dem Neurochirurgen Karl-August Bushe die Zeitschrift für Kinderchirurgie, die weltweit zweitälteste Fachzeitschrift für Kinderchirurgie. Zwei Jahre später inaugurierte sein Freund Chick Koop
das amerikanische Journal of Pediatric Surgery. 1978 nahm er Rüdiger Döhlers erste Publikation in Druck. Bis 1983 blieb er Hauptherausgeber der Fachzeitschrift, aus der das European Journal of Pediatric Surgery hervorging. 
In den letzten vier Jahren seiner kinderchirurgischen Tätigkeit verfasste er als alleiniger Autor das Buch Kinderchirurgische Operationen. Auf fast 500 Seiten geht es im Wesentlichen um die Darstellung seiner selbst entwickelten Operationsmethoden. Es erschien zur Pensionierung im April 1976.

### Schüler
Aus Rehbeins Schule gingen sechs Lehrstuhlinhaber hervor:
- José Boix-Ochoa, Barcelona
- Heinrich Halsband, Lübeck
- Siegfried Hofmann-von-Kap-herr, Mainz
- Michael Höllwarth, Graz
- Wolfgang Lambrecht, Hamburg
- Hugo Sauer, Graz

### Privates
Seine Frau Ruth geb. Kellner (1912–1996) hatte er in den 1930er Jahren als Kommilitonin kennengelernt. Aus der 56-jährigen Ehe gingen drei Kinder und vier Enkelkinder hervor. Nach der Pensionierung belegte er mit ihr Vorlesungen an der Universität Hamburg. Intensiv befasste er sich mit Byzantinischer Kunst, Paracelsus und dem Zen.

### Erinnerung

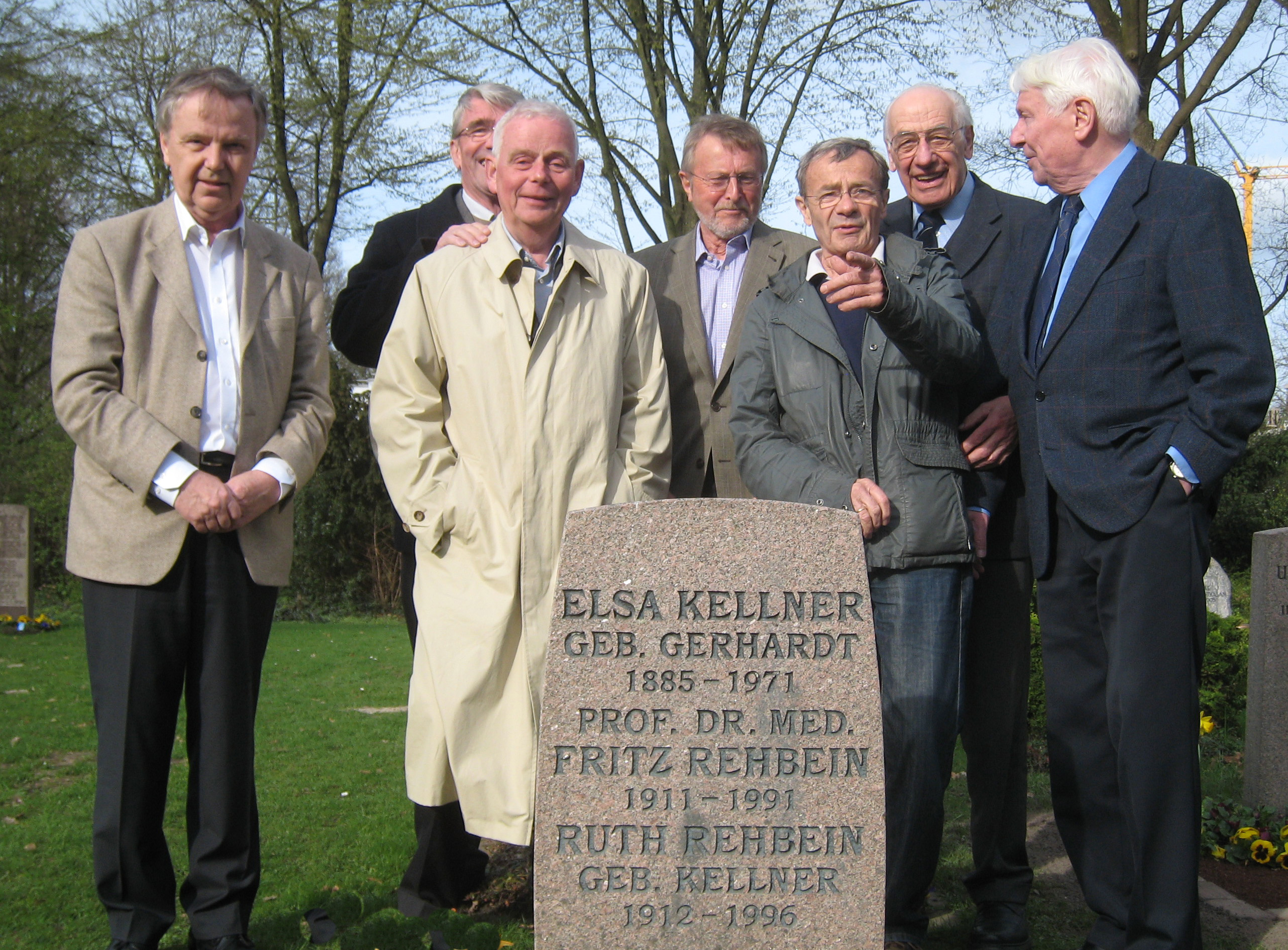
Kollegen an Rehbeins Grab (2011)

Im Weserhaus des Stephaniviertels wurde am 8. April 2011 des 100. Geburtstages von Fritz Rehbein gedacht. Es sprachen Rehbeins letzter Schüler Wolfgang Lambrecht, Bremens ehemaliger Bürgermeister Hans Koschnick, der Kinderchirurg José Boix-Ochoa aus Barcelona und Dirk Rehbein, der jüngste Sohn in Berlin.

## Ehrungen
- Präsident der Deutschen Gesellschaft für Kinderchirurgie (1964–1970)[8]
- Ehrenpräsident der Deutschen Gesellschaft für Kinderchirurgie
- Wahl in die Deutsche Akademie der Naturforscher Leopoldina
- Ehrenmitglied
  - Deutsche Gesellschaft für Chirurgie (1977)[9]
  - Französische Gesellschaft für Kinderchirurgie
  - Schweizerische Gesellschaft für Kinderchirurgie
  - Österreichische Gesellschaft für Kinderchirurgie
  - Ungarische Gesellschaft für Kinderchirurgie
  - Skandinavische Gesellschaft für Kinderchirurgie
  - Polnische Gesellschaft für Kinderchirurgie
  - Britische Gesellschaft für Kinderchirurgie
  - Argentinische Gesellschaft für Kinderchirurgie
  - Deutsche Gesellschaft für Kinder- und Jugendmedizin (1978)[10]
  - Vereinigung Nordwestdeutscher Chirurgen
- Honorary Fellow der American Academy of Pediatrics (1966)
- Fritz-Rehbein-Ehrenmedaille der Deutschen Gesellschaft für Kinderchirurgie
- Paracelsus-Medaille, mit Werner Haupt und Hermann Mai (1978)[11]
- Ehrendoktor der gesamten Heilkunde der Universität Graz (13. Juli 1985)
- Ordre des Palmes Académiques, Officier
- Denis-Browne-Medaille der British Association of Paediatric Surgery
- Senatsmedaille für Kunst und Wissenschaft der Freien Hansestadt Bremen
- Verdienstorden der Bundesrepublik Deutschland, Großes Verdienstkreuz

## Fritz-Rehbein-Ehrenmedaillen
Zwei Fachgesellschaften stifteten Ehrenmedaillen, die Fritz Rehbeins Namen tragen und regelmäßig an Persönlichkeiten mit herausragenden Verdiensten um die Kinderchirurgie verliehen werden.

### Deutsche Gesellschaft für Kinderchirurgie
Die erste war die Deutsche Gesellschaft für Kinderchirurgie. Als höchste Auszeichnung stiftete sie  1988 die „Ehrenmedaille der Deutschen Gesellschaft für Kinderchirurgie“. Nach Rehbeins Tod wurde sie 1992 in „Fritz Rehbein Ehrenmedaille“ umbenannt. Die bisherigen Preisträger sind:
- 1988: Fritz Rehbein, Bremen
- 1990: Waldemar Ch. Hecker, München
- 1992: Fritz Meißner, Leipzig
- 1996: Wolfgang Albert Maier, Karlsruhe
- 1997: Kurt Gdanietz, Berlin
- 1999: Hugo Sauer, Graz
- 2006: Andreas Flach, Tübingen
- 2008: Jean-Paul Prévot, Nancy
- 2008: Lewis Spitz, London
- 2011: Frank Höpner, München
- 2013: Hermann Mildenberger, Hannover
- 2015: Alexander Holschneider, Köln
- 2017: Theddy Slongo, Bern
- 2019: Dietrich Kluth, Leipzig

### Europäische Kinderchirurgengesellschaft

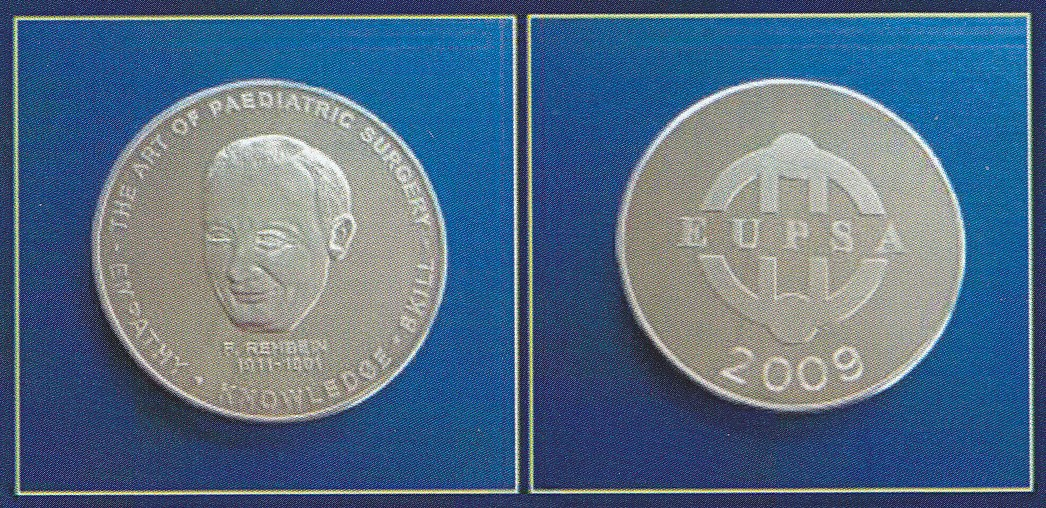
Rehbein Medal (EUPSA)

Die zweite und noch bedeutendere ist die Fritz Rehbein Medal der European Pediatric Surgeon´s Association (EUPSA), der inzwischen weltweit größten Kinderchirurgischen Gesellschaft. Sie wurde 2005 gestiftet und bislang siebzehnmal verliehen:
- 2005: Alois Schärli, Luzern
- 2006: Jan Molennaar, Rotterdam
- 2007: José Boix-Ochoa, Barcelona
- 2008: Alexander Holschneider, Köln
- 2009: Michael Höllwarth, Graz
- 2010: Lewis Spitz, London
- 2011: Jay Grosfield, Indianapolis
- 2012: Prem Puri, Dublin
- 2013: Juan Tovar, Madrid
- 2014: Hugo Sauer, Graz
- 2015: Alberto Peña, Cincinnati
- 2016: Arnold Coran, Ann Arbor
- 2017: Michael Gauderer, Cleveland
- 2018: Risto Rintala, Helsinki
- 2019: Jean-Michel Guys, Marseille
- 2020: Paul Tam, Hong Kong
- 2021: Agostíno Pierro, Toronto

## Schriften
- Hiatushernie beim Säugling, Thorako-abdominale Operation. In: Veröffentlichungen der Reichsstelle für den Unterrichtsfilm. C 852/1962. Institut für den wissenschaftlichen Film, Göttingen 1964.
- Maligne Tumoren im Kindesalter. In: Zeitschrift für Kinderchirurgie und Grenzgebiete. Band 6. Hippokrates, Stuttgart 1969.
- Der Unfall im Kindesalter. Klinik, Rehabilitation, Prophylaxe. In: Zeitschrift für Kinderchirurgie und Grenzgebiete. Band 11. Hippokrates, Stuttgart 1972, ISBN 3-7773-0324-0.
- Kinderchirurgische Operationen. Hippokrates, Stuttgart 1976, ISBN 3-7773-0370-4.
- Grundgedanken paracelsischer Medizin. Oberniedermayr-Gedächtnisvorlesung, gehalten bei der Eröffnung der Jubiläumstagung der Deutschen Gesellschaft für Kinderchirurgie am 8. September 1988 in Mainz. Hippokrates, Stuttgart 1988.
- Herbert Schindler: Operating room techniques. Patient positioning, hygiene, dangers. With a contribution by F. Rehbein. Thieme, Stuttgart 1988, ISBN 3-13-711601-5.